# دم چنار هادی‌آباد
دم چنار هادی‌آباد ، روستایی از توابع بخش کبگیان شهرستان بویراحمد در استان کهگیلویه و بویراحمد ایران است.

## جمعیت
این روستا در دهستان چنار قرار دارد و براساس سرشماری مرکز آمار ایران در سال ۱۳۸۵، جمعیت آن ۳۰۱ نفر (۶۱خانوار) بوده‌است.